# 러브 하드
《러브 하드》(영어: Love Hard)는 2021년 공개한 미국의 영화이다.

## 출연

### 주연
- 니나 도브레브 - 나탈리 역
- 지미 O. 양 - 조시 역

### 조연
- 해리 슘 주니어 - 오웬 린 역
- 제임스 사이토 - 밥 린 역
- 미카엘라 후버 - 첼시 린 역

## 같이 보기
- 크리스마스 영화 목록